# Místní akční skupina
Místní akční skupina (MAS) je místní společenství složené ze subjektů, které zastupují místní socioekonomické zájmy – veřejné i soukromé (tvoří ji skupiny občanů, neziskové organizace, soukromí podnikatelé, obce, svazky obcí apod.). Jejich společným cílem rozvoje vymezeného území – venkovského regionu a jeho zemědělství a při získávání finanční podpory z Evropské unie a z národních programů pro svůj region. Místní akční skupina (MAS) se podílí na obnově a rozvoji venkova s cílem zlepšit kvalitu života na venkově prostřednictvím metody LEADER.
Fungují v podobě nestátní neziskové organizace, jakožto právnické osoby. Na rozhodovací úrovni nesmí veřejný sektor, ani žádná z jednotlivých zájmových skupin představovat více, než 49 % hlasovacích práv. K 9.10. 2018 bylo na území České republiky 179 Místních akčních skupin, z toho 167 bylo členy Národní sítě MAS.

## Základní parametry MAS
- geograficky homogenní území,
- počet obyvatel od 10 000 do 100 000 mimo města s počtem obyvatel větším než 25 000,
- hustota zalidnění do 150 obyv./km²,
- účast zástupců veřejné správy v MAS je maximálně 50 % (týká se i řídícího orgánu), druhá polovina je tvořena zástupci podnikatelů a neziskových organizací,
- MAS dle Programu rozvoje venkova může být obecně prospěšná společnost podle zákona č. 248/1995 Sb., o obecně prospěšných společnostech, ve znění pozdějších předpisů, občanské sdružení podle zákona č. 83/1990 Sb., o sdružování občanů, ve znění pozdějších předpisů, zájmové sdružení právnických osob podle § 20, písm. f) zákona č. 40/1964 Sb., občanský zákoník, ve znění pozdějších předpisů (občanské sdružení podle § 829 zákona č. 40/1964 Sb. místní akční skupinou být nemůže),
- členové MAS musí mít v daném mikroregionu bydliště, sídlo, nebo v něm musí působit,
- MAS musí mít stanoven statut, stanovy, organizační řád, strukturu a být registrována u MV ČR,
- MAS musí projednat a schválit strategii pro území dané MAS,
- fungování metodou LEADER (Liaison Entre Actions Développement de l´Économie Rurale neboli Propojení aktivit rozvíjejících venkovskou ekonomiku).

## Princip
Každá místní akční skupina musí mít svůj statut a právní subjektivitu. Po svém založení místní akční skupina zpracuje pro území, ve kterém působí vlastní strategii rozvoje. Tato strategie musí být tematicky zaměřená na specifické problémy území,ve kterém místní akční skupina působí. Z integrované strategie vychází tzv. Strategický plán LEADER (SPL). Nejlépe zpracované strategické plány jsou vybrány ministerstvem zemědělství k realizaci a podpořeny finanční dotací. Místní akční skupina poté vyhlásí výzvu k předkládání projektových záměrů z území, ve kterém působí, a které jsou v souladu se Strategickým plánem LEADER. Z předložených projektů vybere ty, které nejlépe splňují zadaná kritéria a doporučí je národnímu řídícímu orgánu programu (Ministerstvo zemědělství, resp. Státní zemědělský a intervenční fond) k podpoře. Činnost místních akčních skupin lze vzdáleně přirovnat grantové agentuře, která si sama na základě znalostí místních podmínek stanoví grantový program (SPL) a následně podle těchto předem daných pravidel distribuuje do území svého působení finanční prostředky. Dotace nejsou poskytovány pouze členům místní akční skupiny, ale mohou o ně žádat všichni zájemci z území působnosti MAS, kteří splňují pravidla pro jejich poskytování. Současné strategie podléhají schválení Ministerstvem pro místní rozvoj a i v názvu mají zakotven komunitní rozvoj.
Od roku 2014 prošly všechny místní akční skupiny v České republice, které měly zájem o další pokračování své činnosti v letech 2013 - 2020 standardizací na ministerstvu zemědělství. Zde musely prokázat, že budou v uvedeném období technicky schopny spolupracovat se státní správou na administraci projektů z vybraných operačních programů. Po ukončení standardizace mohly místní akční skupiny přistoupit k dalšímu kroku jejich schvalování a to k předložení strategie komunitně vedeného rozvoje zaměřené (strategie CLLD) na území, ve kterém působí na ministerstvo pro místní rozvoj k jejímu schválení. Teprve po schválení této strategie, ve které jsou podrobně popsány priority rozvoje území a možnosti financování popsaných problémů, mohly místní akční skupiny začít vyhlašovat výzvy z jednotlivých operačních programů.

## Národní síť místních akčních skupin
V Česku existuje zastřešující Národní síť místních akčních skupin České republiky, z.s. (NS MAS ČR), která byla založena začátkem dubna roku 2007, samotná síť vznikla ale již dříve, v listopadu roku 2005, jako neformální seskupení místních akčních skupin pod názvem Národní síť rozvoje venkova (NSRV).